# Gamlehaugen

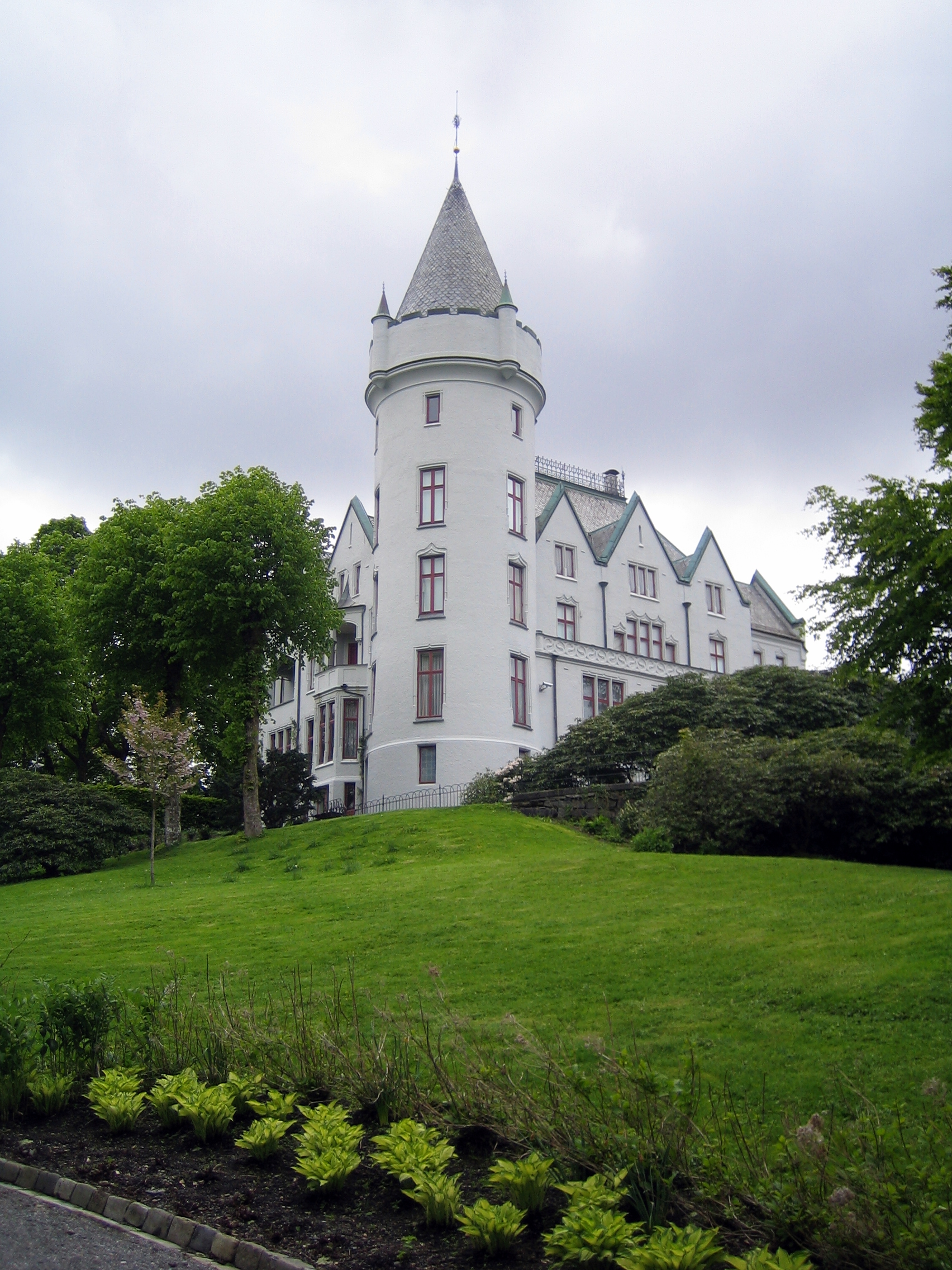
Gamlehaugen vista dos jardins

Gamlehaugen é a residência oficial do rei da Noruega quando ele está em Bergen.
Foi construída entre 1899 e 1900, pelo arquiteto Jens Zetlitz Kielland, para Christian Michelsen, um estadista e magnata norueguês, que tinha sido o primeiro-ministro da Noruega entre 1905 e 1907. Em junho de 1925, com sua morte, a mansão foi deixada ao Estado como residência real, museu e "propriedade nacional".